# Société nationale des véhicules industriels
La Société nationale des véhicules industriels, ou SNVI, anciennement Société nationale de construction mécanique (SONACOME) est un constructeur de véhicules industriels et de bus situé à Alger, en Algérie. Il conçoit et fabrique des véhicules utilitaires moyens et lourds, des bus pour le transport urbain et interurbain et des véhicules spéciaux comme les camions anti-incendie, tout-terrain ou pour le secteur militaire et la protection civile.

## Histoire
Sonacome hérite du patrimoine de la Société africaine des automobiles Berliet (SAAB), dont l'installation en Algérie remonte à 1957. Elle est créée par ordonnance no 67-150 du 9 août 1967 et a pour vocation d'exploiter et de gérer les usines de construction mécanique du secteur public. Son schéma d'organisation regroupe dix divisions dont la Division des véhicules industriels (DVI) future Société nationale des véhicules industriels (SNVI).
En mai 1995, la SNVI change de statut juridique pour devenir une Entreprise publique économique régie par le droit commun, la SNVI est alors érigée en Société par actions (SPA), au capital social de 2,2 milliards de Dinars.
En octobre 2011, la SNVI change de statut juridique pour devenir un Groupe Industriel composé d'une société mère et de quatre filiales.
En 2012, la SNVI présente son nouveau camion, le K66, à la foire internationale d'Alger.
En février 2012, Hamoud Tazerouti remplace Mokhtar Chahboub en tant que PDG de la société.
En octobre 2013, la SNVI rachète les 60% des actions de son partenaire français (BTK1), à la suite des mouvements de protestation des travailleurs contestant la politique de gestion menée par ce partenaire.
Le 23 février 2015, à la suite de la réorganisation du secteur public marchand de l'État, Ferrovial et toutes ses participations ont été rattachés au Groupe SNVI.
En 2015, la SNVI annonce la sortie du premier bus civil Mercedes-Benz assemblé en Algérie et notamment dans l'usine de Rouiba,.
En 2015, la production de la SNVI affiche un chiffre de 1 135 camions.
En février 2015, un consortium composé de cinq banques publiques (BNA, BEA, CPA, BADR, CNEP), accorde un crédit de 92 milliards de DA à la SNVI pour financer ses projets de développement.
En 2016, la SNVI présente à la 25e Foire de la Production Algérienne son premier bus 4X4 dénommé Atakor.
En décembre 2016, Malek Salah le PDG de la SNVI est remplacé par Oudjit Nour-Eddine qui occupait auparavant le poste de président du conseil d’administration de la filiale fonderie de l'entreprise.
En 2017, la SNVI présente le mini-car Salama, version carrosserie amélioré du 25 L4, destiné au transport scolaire. Avec un  taux d'intégration de 85%, 2000 bus construit et livré en septembre 2018,.
En 2019, le groupe devient membre du conseil d'administration du centre de recherche en mécanique à Constantine. Ce centre placé sous la tutelle du Ministère de l'enseignement supérieur et de la recherche scientifique, est chargé de rapprocher le monde académique du monde industriel, préparer le futur des industries mécaniques nationales et participer activement à la formation continue.
En 2021, le ministre algérien de l'industrie Ferhat Aït Ali, a annoncé que le dossier de la mise du groupe sous tutelle de la Direction centrale de l'industrie militaire, relevant du ministère algérien la Défense nationale, sera traité par le Conseil des participations de l'Etat (CPE). Le ministre a indiqué que cette démarche profitera aux deux parties et que la SNVI bénéficiera d'un plan de charge et d'un plan stratégique et sera intégrée dans un plan industriel, à la fois, civil et militaire.
En 2022, le groupe public Madar Holding a annoncé avoir repris la participation de 34 % détenue par SNVI dans la société Renault Algérie Production (RAP) d’Oued Tlelat (Wilaya d'Oran). Cette opération a été validée par le Conseil de participation de l’Etat (CPE) en date du 20 avril 2021.

## Implantation
Son siège se situe à Alger. Elle dispose d'une usine de fabrication de véhicules poids lourds à Rouïba à 30 km à l'est d'Alger, d'une usine de production de toutes carrosseries tractées à Tiaret, en plus de succursales implantées à Alger : Hussein Dey au centre d'Alger et Sidi Moussa à l'ouest d'Alger ; Constantine ; Oran ; Ouargla ; Tizi Ouzou ; Tlemcen ; Béchar ; Annaba ; Sétif.
Le Groupe SNVI est constitué de quatre (04) Filiales de production :
- Filiale Fonderies de Rouïba,
- Filiale Véhicules Industriels de Rouïba,
- Filiale Carrosseries Industrielles de Rouïba,
- Filiale Carrosseries Industrielles de Tiaret,

Et d'une Société mère composée de :
- Directions Centrales,
- Direction Centrale Commerciale et son réseau
- Division Rénovation Véhicules Industriels DRVI à Sidi-Moussa[16]

## Production

### Camions
- Porteurs

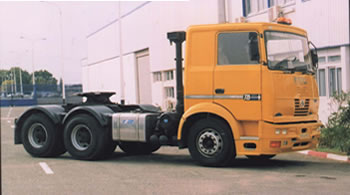
Tracteur SNVI TB 400

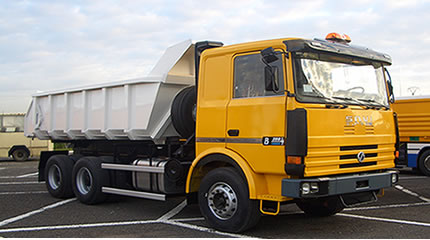
Camion SNVI B 400

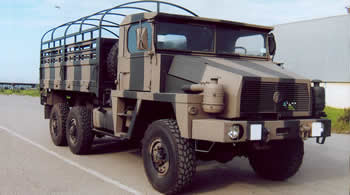
Camion militaire SNVI M 230

  - SNVI K 66 (Version civile et militaire)
  - SNVI K 120 (Version civile et militaire)
  - SNVI C 260 (Version civile et militaire)
  - SNVI B 260 (Version civile et militaire)
  - SNVI B 400 (Version civile et militaire)
- Tracteurs routiers
  - SNVI TB 400
  - SNVI TC 260
- Tout-terrain
  - SNVI M 120 (Version civile et militaire)
  - SNVI M 230 (Version civile et militaire)
  - SNVI M 260 (Version militaire)
  - SNVI M 350 8x8 (Version militaire)

### Cars et bus
- Autocars
  - SNVI Atakor
  - SNVI Numidia Lux
  - SNVI Fennec
  - SNVI Safir
  - SNVI 25 L4
  - SNVI Salama
- Autobus
  - SNVI 100 L6
  - SNVI 100 V8
  - SNVI 18 L4 (Version militaire)
  - SNVI 27 L4  (Prototype)

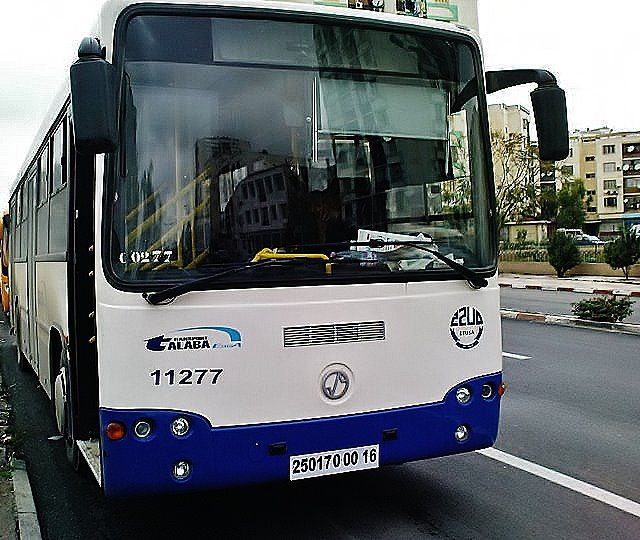
Autobus SNVI 100 L6.

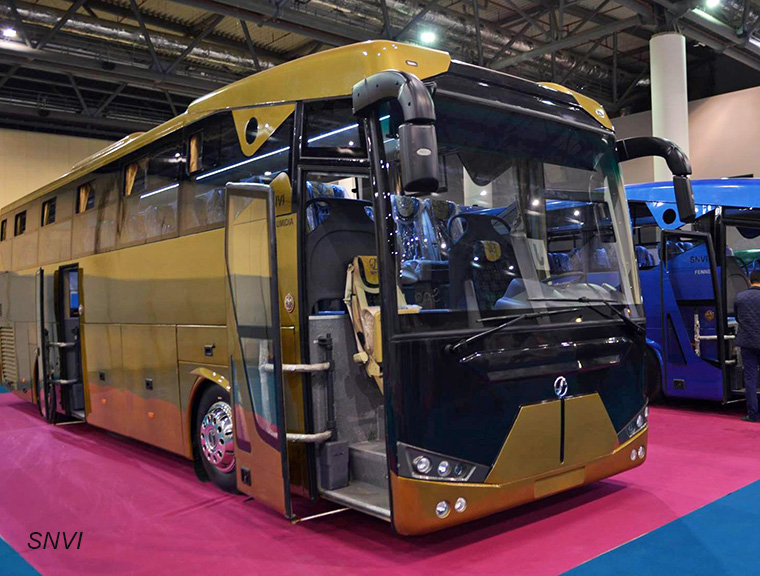
Bus SNVI Numidia lux.

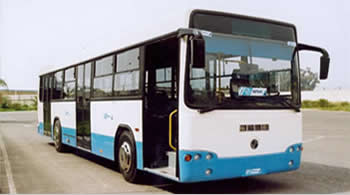
Bus SNVI 100 V8.

  - SNVI 38 L6 (Version civile et militaire)
  - SNVI 70 L6

### Carrosseries industrielles

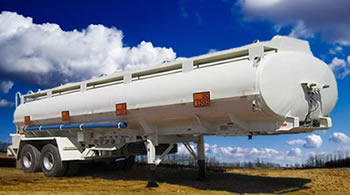
SNVI Tanker.

- Équipements portés
  - Portés sur le SNVI K 66
  - Portés sur le SNVI K 120
  - Portés sur le SNVI C 260
  - Portés sur le SNVI B 260
  - Portés sur le SNVI B 400
- Équipements tractés
  - Remorques
    - Remorque CEP
    - Plateau 04 tonnes
    - Entretien & graissage
    - Hydrocarbure 3000L

  - Semi-remorques
    - Malaxeur
    - Citerne
    - Bennes
    - Plateaux
    - Cocotte à ciment
    - Porte engins

## Exportations

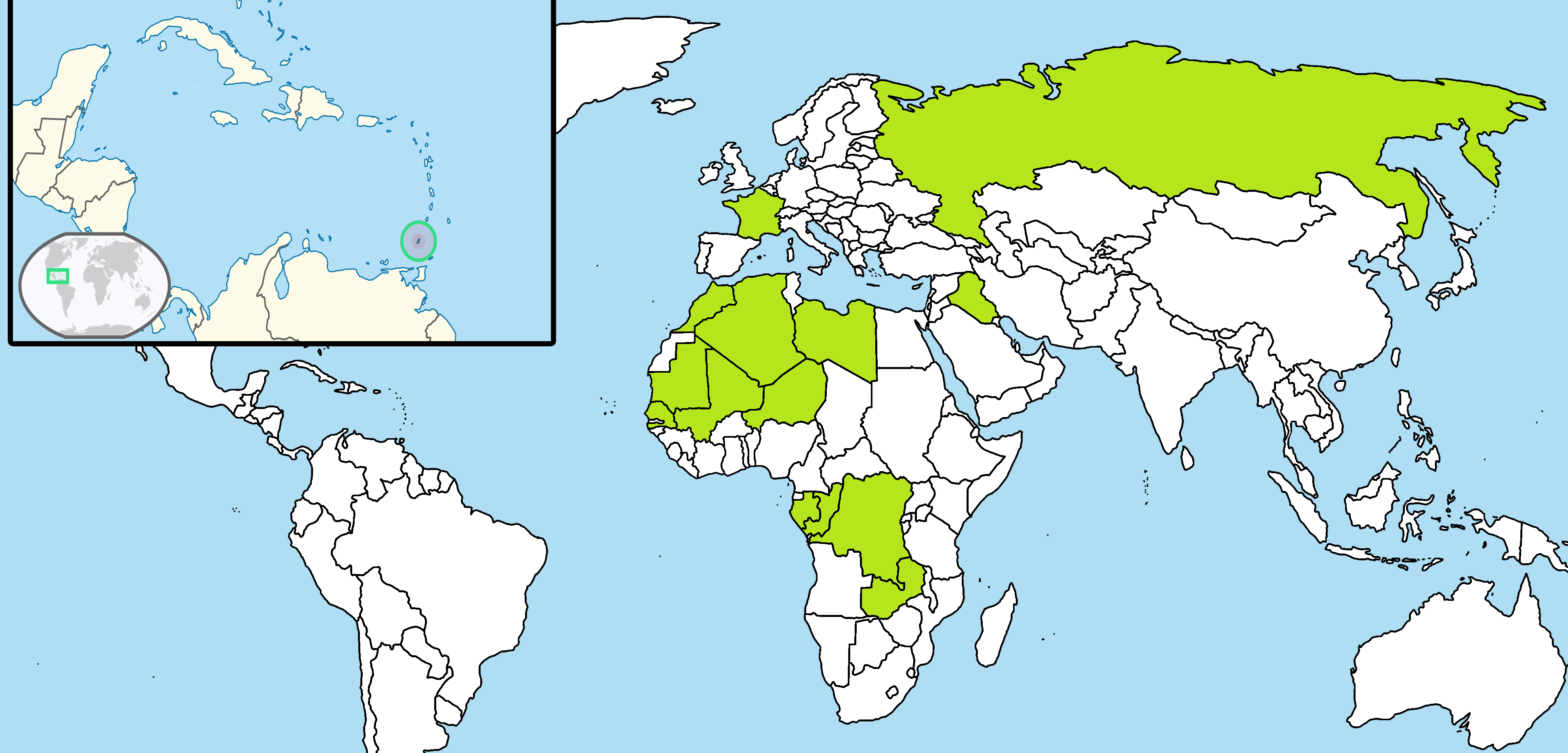
Les exportations de la SNVI

La SNVI exporte ses produits vers plusieurs pays tels que :
- Mali[18].
- République du Congo
- République démocratique du Congo
- Gabon
- Guinée-Bissau
- Irak
- Libye
- Mauritanie
- Niger
- Sénégal
- Tunisie
- Russie
- France
- Zambie
- Île de Grenade[19]

## Compétition sportive

### Rallye Paris-Dakar
Elle participe au Rallye Dakar 1980 en catégorie « camions ». Pour son unique participation avec ses trois véhicules, SONACOME remporte les première, troisième et quatrième places du classement.

## Données financières
Un chiffre d'affaires de 25 milliards de dinars a été réalisé au cours de l'année 2009 contre 19 milliards de dinars en 2008.
La société a réalisé un chiffre d'affaires de plus de 20 milliards de dinars et une production globale de 2 007 véhicules en 2011, contre un chiffre d'affaires de 15,8 milliards de dinars et une production de 1 500 véhicules en 2010.
En 2013, la société a réalisé un chiffre d’affaires de 18,6 milliards de dinars, en hausse de 8% par rapport à 2012.

## Gouvernance

### Direction de l'entreprise
SNVI est dirigée par un Président-Directeur général :
- Mokhtar Chahboub (1998-2012)
- Hamoud Tazerouti (2012-2015)
- Malek Salah (2015-2016)
- Noureddine Oudjit (2016-2019)
- Mustapha Meghdouri (depuis 2019)[24]